# Groupe quotient
Dans l'étude des groupes, le quotient d'un groupe est une opération classique permettant la construction de nouveaux groupes à partir d'anciens. À partir d'un groupe G et d'un sous-groupe H de G, on peut définir une loi de groupe sur l'ensemble G/H des classes de G suivant H, à condition que le sous-groupe H soit normal, c'est-à-dire que les classes à droite soient égales aux classes à gauche (gH = Hg).

## Partition d'un groupe en classes modulo un sous-groupe
Étant donné un élément g de G, nous définissons la classe à gauche gH = {gh | h ∈ H}. Comme g possède un élément symétrique, l'ensemble gH a le même cardinal que H. De plus, tout élément de G appartient à exactement une seule classe à gauche de H ; les classes à gauche sont les classes d'équivalence de la relation d'équivalence définie par g1 ~ g2 si et seulement si g1–1g2 ∈ H. Le nombre de classes à gauche de H est appelé l'indice de H dans G et est noté [G : H]. Dans le cas d'un groupe fini, le théorème de Lagrange sur la cardinalité des sous-groupes, et la formule des classes permettent de voir que cet indice est fini et est un diviseur de l'ordre du groupe G.
Les classes à droite sont définies de manière analogue : Hg = {hg | h ∈ H}. Elles sont aussi les classes d'équivalence pour une relation d'équivalence convenable et leur nombre est aussi égal à [G : H].

## Définition
Si pour tout g ∈ G, gH = Hg, alors le sous-groupe H est dit normal. Dans ce cas (et dans ce cas seulement), la loi de groupe de G est compatible avec ~, ce qui permet de définir une multiplication sur les classes par
Cela donne à l'ensemble quotient une structure de groupe ; ce groupe est appelé  groupe quotient de G par H (ou parfois groupe des facteurs) et est noté G/H. L'application f : G → G/H, g ↦ gH est alors un morphisme de groupes. L'image directe f(H) n'est constituée que de l'élément neutre de G/H, à savoir la classe eH = H. L'application f est appelée morphisme canonique ou projection canonique.
Les sous-quotients d'un groupe G sont par définition les quotients de sous-groupes de G. Les sous-groupes de quotients de G en font partie.

## Exemples
- Considérons l'ensemble ℤ des entiers relatifs et le sous-groupe 2ℤ constitué des entiers pairs. Alors le groupe quotient ℤ/2ℤ est constitué de deux éléments (pour la relation de congruence), représentant la classe des nombres pairs et la classe des nombres impairs.
- L'ensemble ℝ des nombres réels, considéré comme groupe additif, et son sous-groupe 2πℤ permettent de définir un groupe quotient utilisé pour la mesure des angles orientés.

## Propriétés
- G/G est un groupe trivial, c'est-à-dire réduit à l'élément neutre.
- Si {e} désigne le sous-groupe trivial de G, G/{e} est canoniquement isomorphe à G.
- Si H est normal, l'application de G dans G/H est un morphisme surjectif, appelé projection canonique de G sur G/H . Son noyau est H.
- Plus généralement, si f : G → G' est un morphisme de groupes, il existe une suite exacte : G → G'→ G'/Imf → 1.
- Si G est abélien, cyclique, nilpotent ou résoluble, il en sera de même pour G/H.
- Le produit C1∙C2 de deux classes (défini ci-dessus en écrivant Ci sous la forme giH) coïncide avec l'ensemble des produits d'un élément de C1 par un élément de C2.
- G/H est abélien si, et seulement si, H contient tous les éléments de la forme xyx-1y-1, où x,y appartiennent à G[1], autrement dit tous les commutateurs de G.

### Factorisation des morphismes
On peut caractériser les groupes quotients par la propriété fondamentale suivante :

Soit f : G → G' un morphisme de groupes. Soit H le noyau de f. Alors H est distingué et f se « factorise » en un morphisme injectif f : G/H → G'  tel que f ∘ p = f, où p est la projection de G sur G/H.

## Histoire
D'après Bourbaki, c'est chez Jordan que la notion de groupe quotient apparaît pour la première fois.
L'expression « quotient des groupes G et H » a été introduite en 1889 par Otto Hölder, qui proposait la notation G|H .